# Erwin Kamp
Erwin Alexander Kamp (Zeist, 27 juli 1965) is een bestuurder, toezichthouder en adviseur. Hij heeft zitting in de Provinciale Staten Utrecht, is lid van de Raad van Toezicht van het Airborne Museum Hartenstein in Oosterbeek en bij Koninklijk Besluit benoemd als adviserend lid van de Commissie Gewetensbezwaren Immunisatie Militairen. Daarnaast vervult hij enkele vrijwilligersfuncties.

## Levensloop
Erwin Kamp werd op 27 juli 1965 geboren in Zeist. Hij volgde van 1993 tot 1997 de opleiding Humanistiek aan de Universiteit voor Humanistiek, welke hij cum laude afsloot. Tijdens zijn 23ste levensjaar is hij lid geworden van het Humanistisch Verbond en D66. In 1994 werd Kamp gekozen als gemeenteraadslid voor D66 in de gemeente Zeist. In 1999 werd hij benoemd tot Humanistisch geestelijke verzorger bij Defensie. Kamp werd twee keer met het Korps Mariniers uitgezonden naar Ethiopië en Eritrea (UNMEE) en Irak (SFIR1). Na zijn uitzendingen werd hij met zijn gezin van 2004 tot 2008 op de Marinebasis Parera op Curaçao geplaatst. Van 2010 tot 2018 was hij gemeenteraadslid voor D66 in de gemeente Utrechtse Heuvelrug. In 2016 werd hij hoofd van de dienst Humanistisch Geestelijke Verzorging bij de Krijgsmacht. In zijn functie pleit Kamp binnen de veteranenzorg voor meer aandacht voor Moral Injury onder militairen en veteranen. Als gemeenteraadslid lanceerde hij in 2014 het Fietspad van de Toekomst (een fietspad tussen Utrecht en Wageningen dat gebruikt wordt voor diverse experimenten op het terrein van de fiets). In 2018 ontving Kamp een Koninklijke onderscheiding (Orde van Oranje Nassau). Sinds 2019 is hij lid van de Provinciale Staten van Utrecht. Hij diende in 2022 een initiatiefvoorstel in voor het behoud van jaag- en kerkpaden (Trage Paden) dat unaniem werd aangenomen. In het vervolg hiervan zet hij zich in voor een volwaardig wandel- en loopbeleid in de provincie Utrecht. Op 1 juni 2025 droeg Kamp, na negen jaar, zijn functie als Hoofdkrijgsmachtraadsman over en ging hij vanuit Defensie met Functioneel Leeftijdsontslag (FLO). Als blijk van waardering en erkenning voor zijn inzet vanuit de humanistisch geestelijke verzorging bij de krijgsmacht ontving Kamp een hoge prestigieuze Amerikaanse onderscheiding, de Distinguished Service Award, toegekend door de Executive Director of The Four Chaplains Foundation USA op voordracht van de Four Chaplains Memorial Foundation Nederland.
Kamp woont in Doorn, is getrouwd en heeft een zoon.

## Publicaties
Kamp heeft verschillende boeken en artikelen geschreven op het gebied van de humanistisch geestelijke verzorging, defensie, zingeving en het humanisme:
- Herinneringsboek UNMEE[7], medeauteur van het artikel over de geestelijke verzorging en lid van de redactie, november 2002.
- ‘Herinneringsboek SFIR 1’[8], auteur van verschillende artikelen en eindredacteur voor het gehele boek.
- ‘Reflecties op de uitzending naar Irak’, in Humanistiek, juni 2005.[9]
- ‘Geestelijke verzorging en ongewenst gedrag binnen de Krijgsmacht’, in Militaire Spectator, maart 2009.[10]
- Ze weten dat je er voor ze bent, Filosofie Magazine[11]
- Geestelijke weerbaarheid en humanistisch geestelijke verzorging in de krijgsmacht[12][bron?]
- Raadsman, heeft u nog raad?[13]
- ‘Na de missie’[14][15]
- ‘Na de missie: had eerder geschreven moeten worden’, in Trivizier 9, 2012.
- ‘Zingeving na de missie’, in Militaire Spectator, nummer 4, 2013.[16]
- ‘Ik praat ook met mensen als het goed met ze gaat’, in Cogiscope nr. 1, 2013.[17]
- 50 jaar Humanistisch Geestelijke Verzorging bij de Krijgsmacht in 50 beelden[18]
- Humanisme in Nederland, 40 plaatsen van herinnering, auteur van hoofdstuk over ‘In ’t Adlerhuis, over het ontstaan en de ontwikkeling van de Humanistisch Geestelijke Verzorging bij de Krijgsmacht’[19]
- NRC, lunchinterview 'Een morele schram doet ook pijn'[20]
- ‘Moral Injury, Verborgen littekens van het innerlijke strijdveld[21][22], eindredactie
- Waarom ik humanist ben...[23]
- Interview op HUMAN tijdens Brainwash Zomerradio[24]
- Interview radioprogramma Met het Oog op Morgen over loopbaan[25]
- Bespiegelingen, 25 verzamelde columns[26]

## Onderscheidingen
- Lid in de Orde van Oranje-Nassau
- Herinneringsmedaille VN-Vredesoperaties
- Herinneringsmedaille Internationale Missies
- Onderscheidingsteken voor Langdurige Dienst als officier
- Marinemedaille
- UNMEE medaille
- Distinguished Service Award van de Four Chaplains Memorial Foundation (USA)[6]

## Overige activiteiten
Naast het humanisme is Kamp ook op andere terreinen actief:
- Lid Provinciale Staten Utrecht voor D66, 2019 – heden[27]
- Lid Raad van Toezicht Airborne Museum Hartenstein 2025 - heden
- Lid Commissie Gewetensbezwaren Immunisatie Militairen 2021 - heden
- Raad van Advies Military Association of Atheist and Freethinkers, 2015 - heden
- Vertrouwenspersoon voetbalvereniging DEV, 2013 - heden [28]
- Vertrouwenspersoon Nationaal Monument Kamp Amersfoort 2024 - heden [29]
- Fellow of the Centre for Inquiry Low Countries, 2007 - heden